# Bitwa o Rzeszów (1944)
Bitwa o Rzeszów – starcie zbrojne mające miejsce w dniach 29 lipca–2 sierpnia 1944 między oddziałami Armii Czerwonej i Armii Krajowej a wojskami niemieckimi, zakończona wyzwoleniem Rzeszowa spod okupacji niemieckiej.

## Przebieg działań bojowych
Pomyślny przebieg ofensywy Armii Czerwonej spowodował, że 29 lipca 1944 102 Korpus Strzelecki z 13 Armii mógł wspólnie z partyzantami z 24 Dywizji Piechoty Armii Krajowej uderzyć na Rzeszów broniony przez wojska III Rzeszy.  
Po korzystnym zakończeniu walk w rejonie wsi Wilkowyja przez 102 Korpus Strzelecki dowodzony przez gen. Iwana Puzikowa, odparciu niemieckich kontrataków oraz obejściu niemieckiego garnizonu ze skrzydeł, wspomniany 102 Korpus Piechoty razem z partyzantami z 24 Dywizji Piechoty Armii Krajowej uderzył na Rzeszów. Rozbił niemieckie oddziały i zakończył niemiecką okupację ziemi rzeszowskiej. 
We wsi Wilkowyja pochowanych zostało około 1600 żołnierzy Armii Radzieckiej poległych w walkach o Rzeszów i okolicę. 

## Upamiętnienie
W okresie Polski Ludowej w Rzeszowie na Pl. Zwycięstwa wzniesiono Pomnik Wdzięczności AR będący hołdem dla żołnierzy poległych w walkach o Rzeszów. 